# Kaple svatého Josefa (Proruby)
Hřbitovní Kaple svatého Josefa je římskokatolická kaple v osadě Proruby, která je částí obce Brzice. Patří do farnosti Hořičky.

## Historie
Kaple z druhé poloviny 19. století je vystavěna v pseudogotickém slohu.

## Bohoslužby
Kaple je vysvěcena a mohou se v ní konat bohoslužby, pravidelné bohoslužby se nekonají.